# Dronecode
Dronecode（ドローンコード）は、オープンソースのドローン開発プラットフォームおよびそれに関連するプロジェクト。

## 概要
プロジェクトの運営母体・コミュニティはLinux Foundationの傘下のDronecode Foundationである。複数の企業もプロジェクト・コミュニティに参加し、ドローン向けのオープンソースプラットフォームの開発を行っている。

### サブプロジェクト
- PX4 Autopilot オープンソースオートパイロット
- QGroundControl ドローンを操作する管制ソフトウェア
- MAVLINK ドローンとの通信プロトコル
- MAVSDK MAVLINKのSDK

- PX4 Autopilot オープンソースオートパイロット
- QGroundControl ドローンを操作する管制ソフトウェア
- MAVLINK ドローンとの通信プロトコル
- MAVSDK MAVLINKのSDK